# Marigny-Chemereau
Marigny-Chemereau ist eine französische Gemeinde im Département Vienne mit 603 Einwohnern (Stand: 1. Januar 2022) in der Region Nouvelle-Aquitaine. Marigny-Chemereau gehört zum Arrondissement Poitiers und ist Teil des Kantons Vivonne. Die Einwohner werden Chémereaudais(es) genannt.

## Geographie
Marigny-Chemereau liegt etwa 16 Kilometer südwestlich von Poitiers am Fluss Vonne. Umgeben wird Marigny-Chemereau von den Nachbargemeinden Marçay im Norden, Vivonne im Osten sowie Celle-Lévescault im Süden und Westen.

## Bevölkerungsentwicklung
| Jahr                      | 1793 | 1800 | 1896 | 1901 | 1962 | 1968 | 1975 | 1982 | 1990 | 1999 | 2006 | 2013 |
| ------------------------- | ---- | ---- | ---- | ---- | ---- | ---- | ---- | ---- | ---- | ---- | ---- | ---- |
| Einwohner                 | 537  | 446  | 576  | 590  | 348  | 306  | 300  | 310  | 358  | 417  | 491  | 589  |
| Quelle: Cassini und INSEE |      |      |      |      |      |      |      |      |      |      |      |      |

## Sehenswürdigkeiten
- Kirche aus dem 10. Jahrhundert
- Schloss aus dem 19. Jahrhundert